# Mięcierzyn (wieś)
Mięcierzyn – wieś w województwie kujawsko-pomorskim, w powiecie żnińskim, w gminie Rogowo.
Wieś duchowna Mięcierzyno, własność arcybiskupstwa gnieźnieńskiego, pod koniec XVI wieku leżała w powiecie gnieźnieńskim województwa kaliskiego. W latach 1975–1998 miejscowość administracyjnie należała do województwa bydgoskiego. Według Narodowego Spisu Powszechnego (III 2011 r.) liczyła 306 mieszkańców. Jest piątą co do wielkości miejscowością gminy Rogowo. Na terenie wsi znajduje się nieczynny cmentarz ewangelicki.